# Црно, бело и сребрно
„Црно, бело и сребрно“ је музички албум београдске групе Блок аут, издат 1994. године (постоји и реиздање из 2001. године) у издавачкој кући Метрополис.

## Списак песама
1. „Сањај ме“
2. „Киша“
3. „Љубичасто I“
4. „Љубичасто II“
5. „Ја знам“
6. „Осам и тридесет“
7. „Неки моји другови“
8. „Ја не желим да одеш“
9. „Еутаназија“
10. „Депонија“
11. „Рођенданска песма“
12. „Лето на Ади“ (бонус песма за реиздање)

## Музика и текстови
- Н. Врањковић (6, 7, 8, 9, 10, 11, 12)
- Д. Мајсторовић / М. Јованчић (2, 3, 5)
- Д. Павићевић / М. Јованчић (1)